# كاي غيبونز
كاي غيبونز (بالإنجليزية: Kaye Gibbons)‏‏ (5 مايو 1960 في مقاطعة ناش - ) روائية من الولايات المتحدة.

## روابط خارجية
- كاي غيبونز على موقع IMDb (الإنجليزية)
- كاي غيبونز على موقع إن إن دي بي (الإنجليزية)
- كاي غيبونز على موقع قاعدة بيانات الفيلم (الإنجليزية)